# Neuraeschna
Neuraeschna – rodzaj ważek z rodziny żagnicowatych (Aeshnidae).
Należą tutaj następujące gatunki:
- Neuraeschna calverti
- Neuraeschna capillata
- Neuraeschna claviforcipata
- Neuraeschna clavulata
- Neuraeschna cornuta
- Neuraeschna costalis
- Neuraeschna dentigera
- Neuraeschna harpya
- Neuraeschna maxima
- Neuraeschna maya
- Neuraeschna mayoruna
- Neuraeschna mina
- Neuraeschna producta
- Neuraeschna tapajonica
- Neuraeschna titania